# Moda (styl)
Moda – podsystem komunikacyjny charakterystyczny dla danej epoki lub struktury macierzystej, który reguluje wewnętrzne i zewnętrzne przejawy ekspresji członków danej zbiorowości. Ze względu na presję grupy jest narzucana jednostkom, które ją bezrefleksyjnie powielają. Może mieć wpływ na identyfikację jednostek z grupą, bądź na mimikrę tych, którzy chcieliby zwiększyć swój status społeczny poprzez naśladowanie osób „modnych”. W węższym znaczeniu moda odnosi się do sztuki i działalności wzorniczej, także do projektowania ubioru (haute couture). Pierwszy dom projektowania odzieży pojawił się w 1858 roku w Paryżu.

## Koncepcje mody w naukach społecznych
Moda występuje we wszystkich kulturach, w których ubiór ma dodatkowe funkcje poza użytecznością. Źródłem mody jest potrzeba ozdabiania i wyróżniania się. Jej genezę wywodzi się z protokapitalistycznych miast włoskich z okresu wczesnego renesansu. Na jej upowszechnienie wpływ miało rywalizujące z arystokracją mieszczaństwo. Jako czynniki wpływające na wykształcanie się mody Thorstein Veblen i Georg Simmel wskazywali stratyfikację społeczną nowoczesnego społeczeństwa, ponieważ moda stawała się w nim elementem dystynkcji statusowej. W podejściu Pierre’a Bourdieu uwrażliwienie na modę w wyższych klasach społecznych związane było z dziedziczeniem kapitału kulturowego.
Różni autorzy w odmienny sposób opisują modę w zakresie jej niezależności od innych podsystemów kulturowych. W ujęciu Ingrid Loschek moda nie jest systemem autonomicznym. Jest natomiast systemem sprzężonym z innymi obszarami rzeczywistości, takimi jak ekonomia, polityka, sztuka lub sport. Według Doris Schmidt, odwrotnie, może rozwijać się autonomicznie, mimo symbiotycznych związków z różnymi kontekstami społecznymi. Także René König opisywał modę jako samoistną instytucję społeczną mającą funkcje regulowania sposobów zachowania. Według Herberta Blumera stopień wpływu mody na jakąś dziedzinę jest odwrotnie proporcjonalny do stopnia obiektywizmu i otwartości testów stosowanych wobec różnorodnych modeli stosowanych w tej dziedzinie.

## Moda a styl

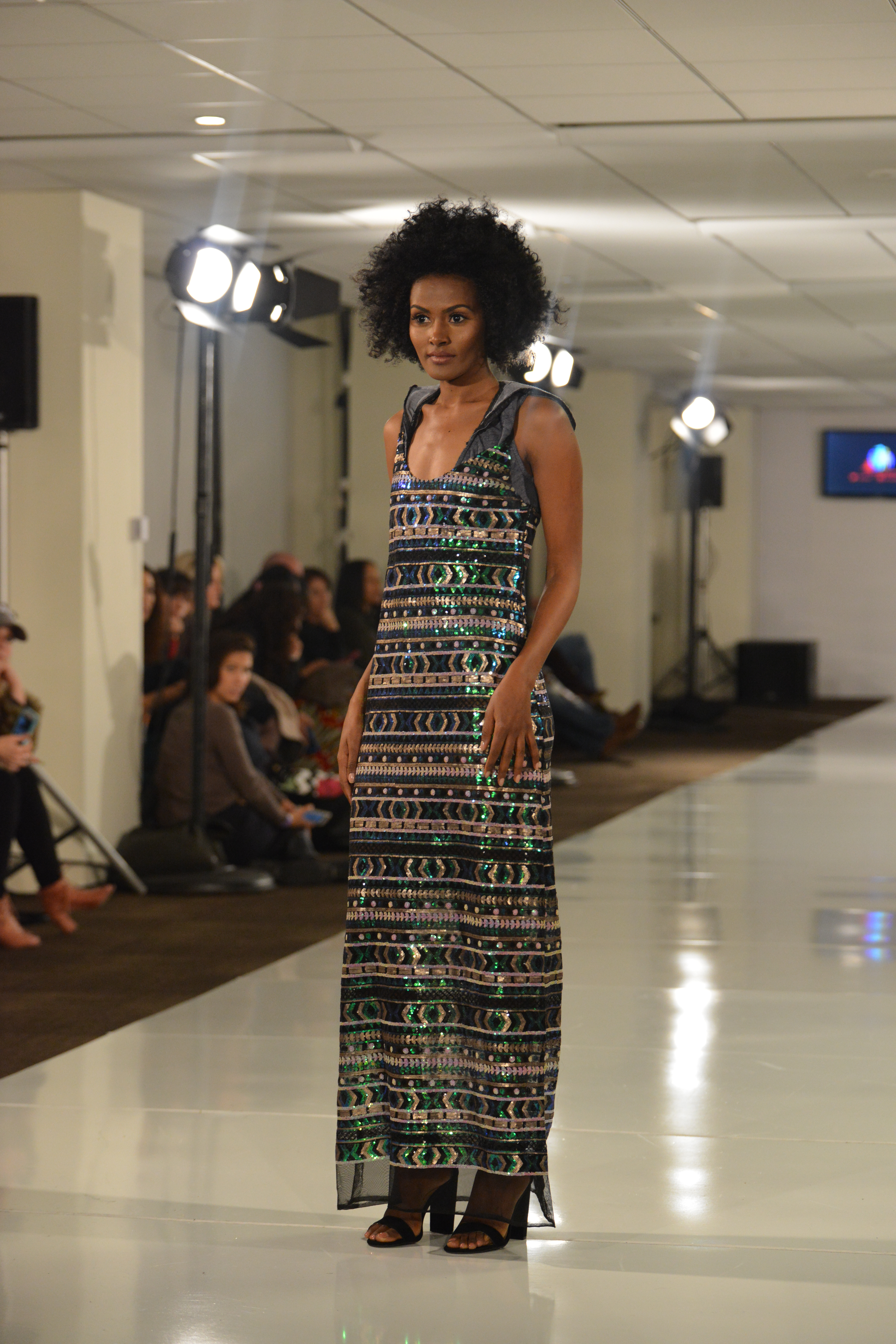
Przykład projektu ubioru zgodnego z modą jako sztuki użytkowej

Moda wiąże się z pojęciem stylu, ale nie jest jego synonimem, podobnie jak nie jest tym samym co elegancja, snobizm, bądź obyczaj. Modny może być ubiór, fryzura, sposób zachowania, lecz także styl muzyczny, styl artystyczny, światopogląd czy pewien sposób postępowania, czyli ogólnie rzecz biorąc styl życia, który jest popularny w jakimś czasie w jakimś środowisku. Moda zawsze tworzona jest przez grupę, która pierwsza inicjuje naśladownictwo czegoś, najczęściej form ubioru. Natomiast styl w modzie jest związany z indywidualnym, przystosowanym do potrzeb psychicznych określonego użytkownika sposobem wyrażania siebie poprzez formę ubioru. 
Konkretna moda jako zjawisko krótkotrwałe jest konsekwencją coraz krótszych epok generujących określone style w sztuce. O ile styl romański i gotyk trwały kilkaset lat, o tyle secesja i art déco mniej niż 30 lat. W okresach, w których nie dochodzi do zmian rewolucyjnych (w polityce, moralności), relatywnie szybko zmienia się tylko moda w odniesieniu do detali (drobnych akcesoriów) np. w architekturze lub konfekcji. 

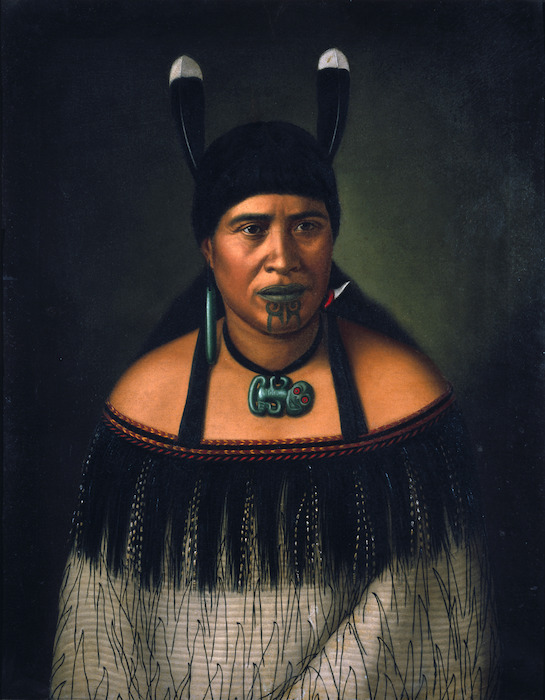
Modna kobieta z maoryskiego plemienia Ngāti Kahungunu, nosząca hei-tiki na szyi, jeden kolczyk z pounamu, a drugi z zęba rekina, dwa pióra kurobroda różnodziobego we włosach, płaszcz z czarną obwódką i frędzlami, i moko na brodzie, XIX wiek

## Moda w ubiorze

### Cele
1. Cel praktyczny − osłona przed zimnem, ochrona przy pracy;
2. Cel obyczajowości (etyczny) − szanowanie intymności własnej i innych, nieprowokowanie;
3. Cel ozdobny − zdobi człowieka, podnosi jego godność;
4. Cel seksualny − zwraca uwagę u potencjalnego partnera seksualnego;
5. Cel reprezentacyjny − dana moda reprezentuje pozycję lub stanowisko człowieka, jego poglądy, ideologię, światopogląd.